# Димов, Иван (актёр)
Ива́н Господи́нов Ди́мов (болг. Иван Господинов Димов; 14 января 1897, Чирпан Болгария — 1 апреля 1965, София, Болгария) — болгарский актёр театра и кино. Народный артист НРБ.

## Биография
Учился в драматической школе при Народном театре в Софии. В 1919—1922 годах играл в театрах Варны, Плевена и Видина. В 1922—1961 годах — в труппе Национального театра Ивана Вазова. В кино дебютировал в 1931 году («Могилы без крестов»).

## Память
- Имя Ивана Димова носит Театр драмы и кукол в Хасково.

## Избранная фильмография

### Актёр
- 1931 — Могилы без крестов / Безкръстни гробове — Кочо
- 1938 — Воевода Страхил / Страхил войвода — воевода Страхил (к/м)
- 1942 — Испытание / Изпитание — инженер Александр Каменов (Болгария—Венгрия)
- 1950 — Калин Орёл / Калин орелът — Калин Виденов (в советском прокате «Побег из неволи»)
- 1952 — Под игом / Под игото — слепой Марин
- 1956 — Димитровградцы / Димитровградски — Енев
- 1958 — Семья Герака / Гераците — батрак Маргалака
- 1958 — Бедняцкая радость / Сиромашка радост — дядя Матейко
- 1958 — Малышка / Малката — Ятак
- 1959 — Командир отряда / Командирът на отряда — дядюшка Никола
- 1962 — Царская милость / Царска милост — Дойчин Радионов
- 1962 — Табак / Тютюн — Барутчиев (в советском прокате «Конец „Никотианы“»)

## Награды
- 1949 — Народный артист НРБ
- 1950 — Димитровская премия («Калин Орёл»)